# حفارة 1452

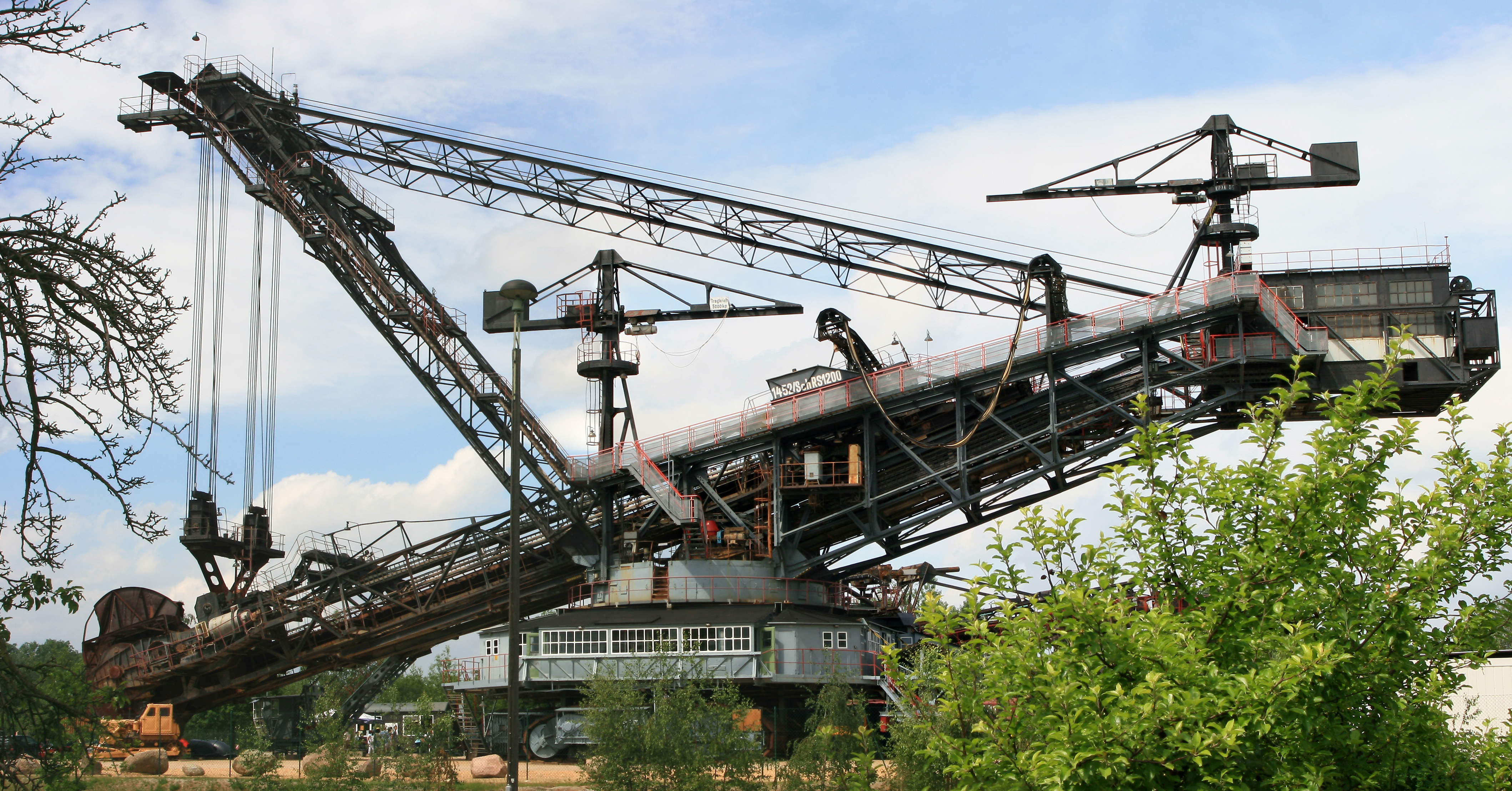
الحفارة RS1452.

حفارة 1452 (بالألمانية: Bagger 1452) هي حفارة ضخمة كانت تعمل في استخراج الفحم من منجم سطحي بالقرب من مدية برزدورف، في شرق ألمانيا. يبلغ وزن الحفارة نحو 2000 طن (أي ما يعادل 2.000.000 كيلوجرام) . بعد انتهاء استخراج الفحم من المنجم توحولت الحفرة الهائلة إل ما يسمى الآن «برزدورفر سيه» (أي بحيرة برزدورف) بالقرب من المدينة الكبيرة جورليتز. يمكن للسياح زيارة الحفارة. بنيت تلك الحفارة ذات عجلة جرافة بقطر 18 متر في عام 1971 .

## مواصفاتها التقنية
- تاريخ انشائها: 1961
- طول الحفارة: 75,0 m
- طول جنزير المحمل: 29 m

- طول الذراع: 29 m
- الارتفاع الكلي: 33,5 m
- طول الهيكل: 25 m
- كتلة الحفارة: 1940 t
- عرض الهيكل: 23 m
- القدرة الحفرية: 4000 m³/h
- عدد الجرافات: 6
- عرض المسار: 12 m
- سرعة الانتقال: 6 m/min

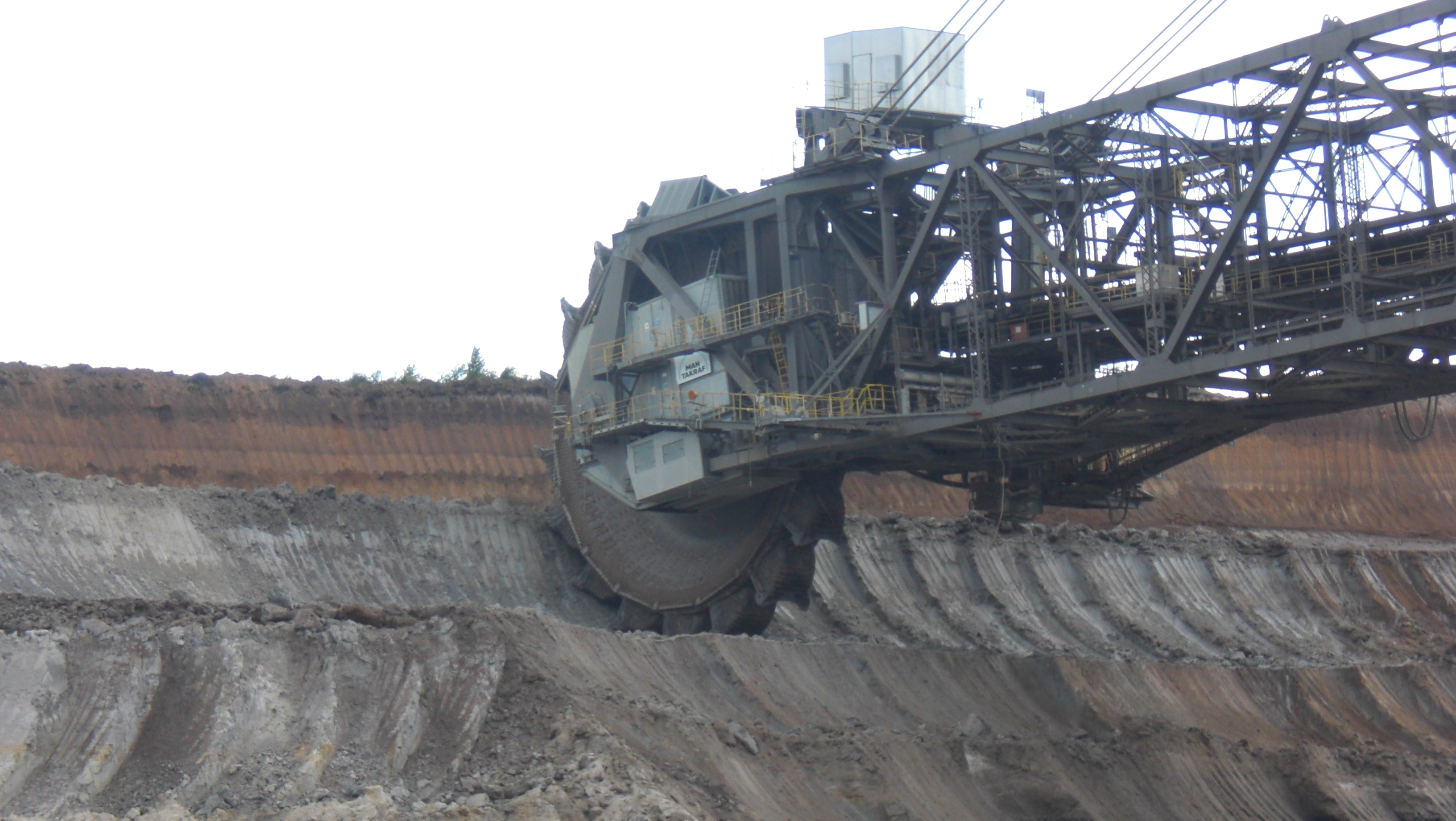
المجرفة الدورانية للحفارة 1510 تستخرج الفحم. قطر المجرفة الدورانية نحو 9 متر، ألمانيا.

- قطر الجرافة الدورانية الجرف: 8,6 m
- عدد الجرافات: 8
- الضغط على الأرض: 1,30 kg/cm³
- حجم المجرفة: 1200 لتر
- سرعة سير النقل: 3,3 m/s
- عرض سير النقل: 1,8 m
- ارتفاع الجرف: 24 m
- زاوية حركة الذراع: 2x120°
- حد أدنى للجرف: 4 m
- القدرة: 1650 kW
- زاوية عمل ذراع التحميل: 2x75°
- الجهد الكهربائي: 6 kV
- الطاقة السنوية في الاستخراج: 6.576.492 متر مكعب
- القدرة الشهرية: 705.000 متر مكعب
- القدرة اليومية: 49.800 متر مكعب
- قدرة الوردية: 19.900 متر مكعب
- عدد العاملين: 3 عمال

## وصلات خارجية
- http://www.bagger1452.de/

## اقرأ أيضا
- حفارة فحم
- حفارة
- جرافة
- مجرفة
- مجوقلة
- منجم غارتزوايلر